# Profitis Ilias (Larisi)
Profitis Ilias (griechisch Προφήτης Ηλίας = Prophet Elija) ist eine 414 m hohe Erhebung im Stadtbezirk Sofiko in der Gemeinde Korinth, auf der sich die Ruine einer kleinen Höhenburg befindet. Die Erhebung befindet sich am Südrand der Hochebene von Larisi.

## Befestigungsanlage
Auf dem höchsten Punkt des Profitis Ilias existieren Mauerreste einer alten Befestigungsanlage. Die etwa 350 m lange Ringmauer umschloss einst eine Fläche von fast 7000 m². Die etwa 1,50 m dicken Mauern sind noch bis zu 1,50 m Höhe erhalten. Sie wurden in Trockenmauerwerk aus unbehauenen Steinen ohne Mörtel errichtet. Auch Reste einer inneren Mauer sind noch erhalten. Innerhalb dieser Oberburg steht die kleine neuzeitliche Saalkirche Profitis Ilias von etwa 6 m Länge und 4 m Breite mit halbrunder Apsis. Sie wurde auf den Grundmauern eines Gebäudes, das ebenfalls aus unbehauenen Steinen ohne Mörtel erbaut wurde, errichtet. Vermutlich handelte es sich hierbei um den Bergfried der Befestigung.
Weder der Name noch die Entstehungszeit der Höhenburg sind bekannt. Die Burg wird weder in historischen Dokumenten erwähnt, noch gibt es bisher archäologische Befunde. Wegen der Ähnlichkeit zum Kastro Tzalikas, das nur 4 km nordwestlich auf der anderen Seite der Hochebene liegt und zu dem Sichtkontakt bestand, vermutet man jedoch, dass die Höhenburg auf dem Profitis Ilias in etwa in die gleichen Zeit zu datieren ist. Diese Burg aus dem 14. Jahrhundert hat auch Befestigungsmauern in Trockenmauerwerk und hat mit etwa 11.000 m² eine ähnliche Größe. Einen weiteren Anhaltspunkt liefert die Kirche Naydrio Agia Triada, die im dritten Viertel des 13. Jahrhunderts 300 m westlich am Fuß des Profitis Ilias errichtet wurde. Diese Kirche gehörte damals sehr wahrscheinlich zu einer nahegelegenen Siedlung. Aus diesem Grund vermutet man, dass die Burg im Zusammenhang mit dieser Siedlung im 13. Jahrhundert errichtet wurde. Damals stand die Gegend unter Fränkischer Herrschaft. Vermutlich waren viele Einwohner vor Piraterie auf die Hochebene von Larisi geflohen. In der Abgeschiedenheit und durch den Schutz der Höhensiedlungen konnten sich Siedlungen mit einem gewissen Wohlstand entwickeln.

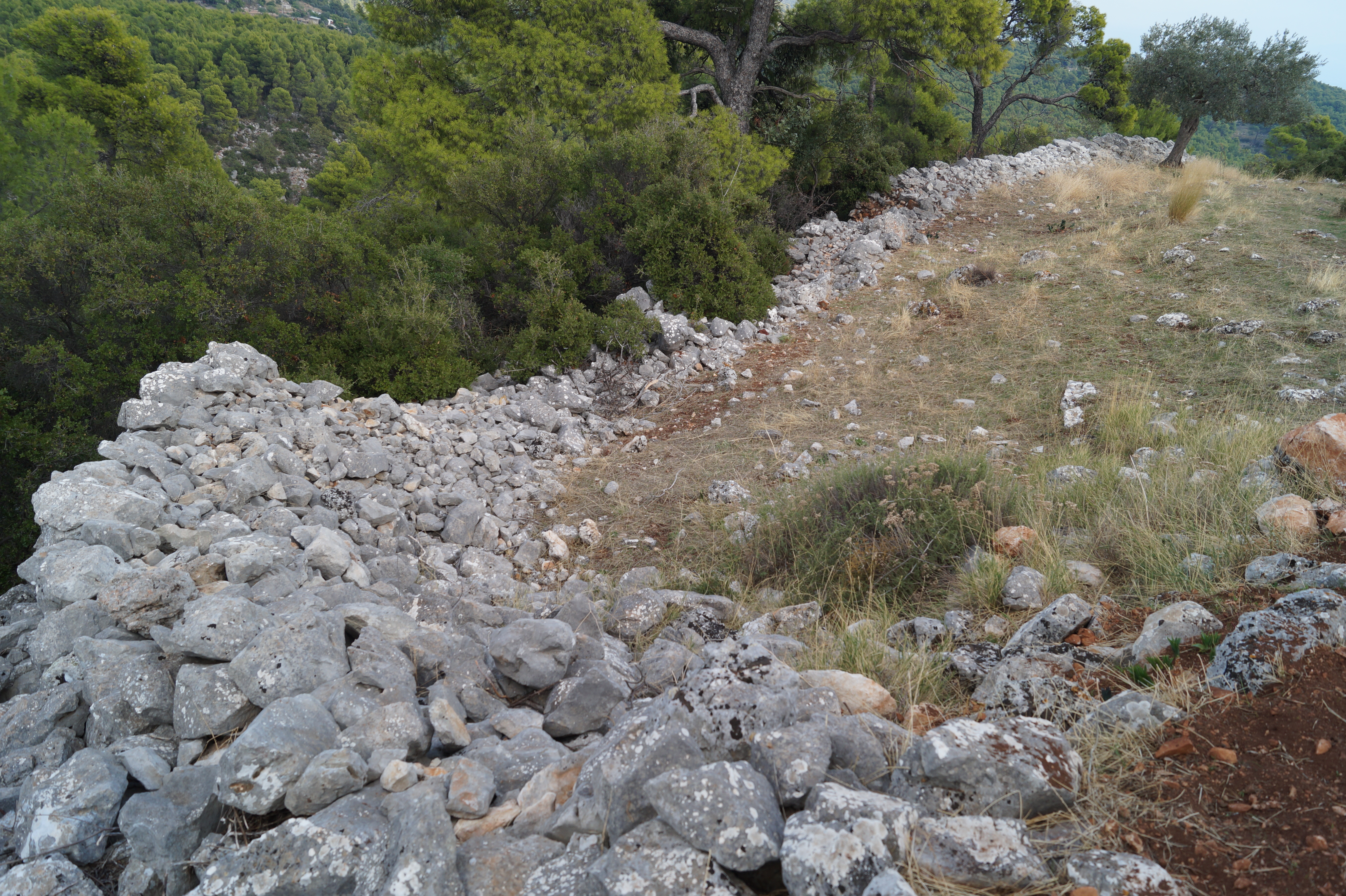
Nördlicher Abschnitt der Ringmauer
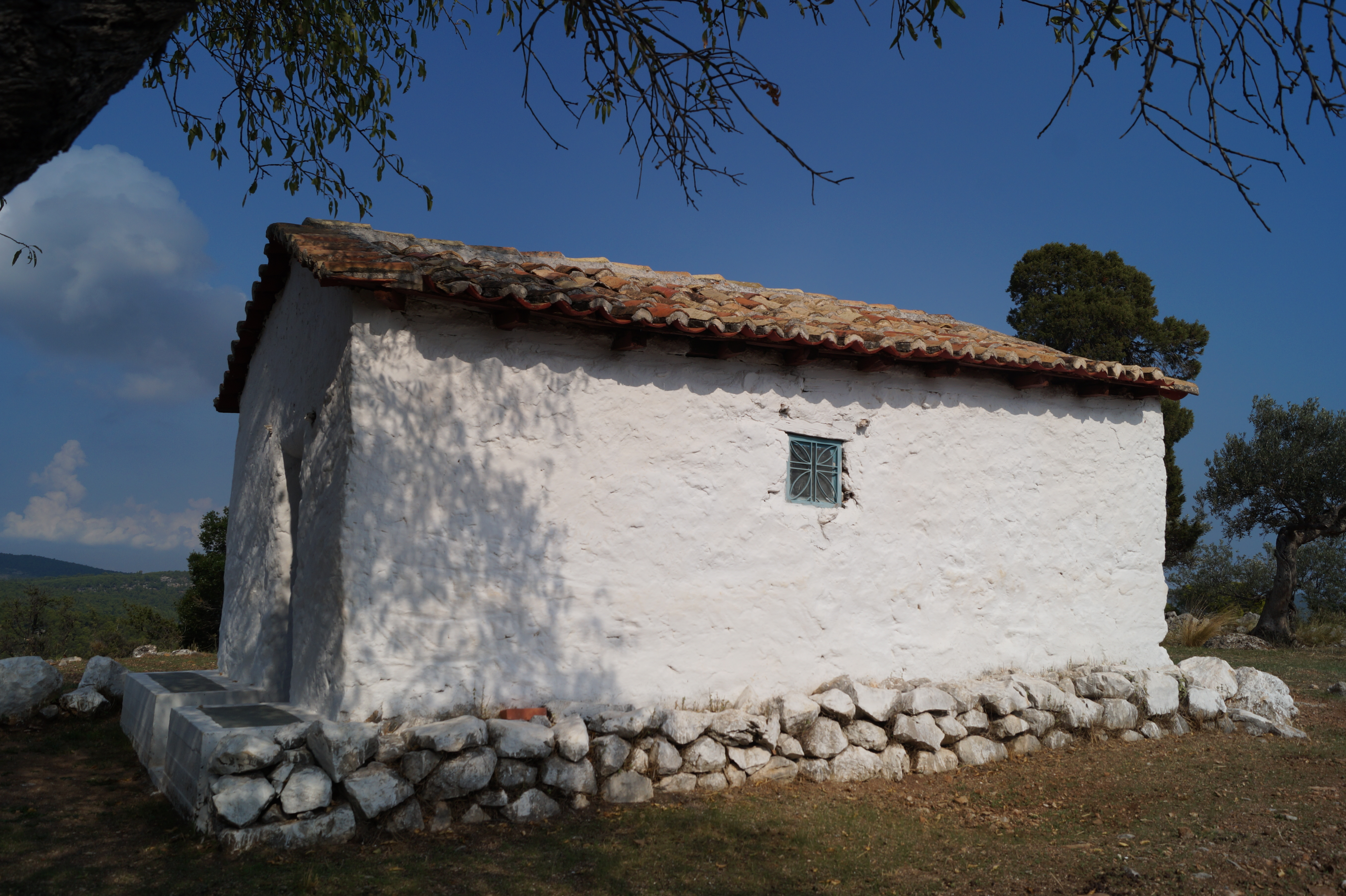
Die Kirche Profitis Ilias steht auf alten Grundmauern
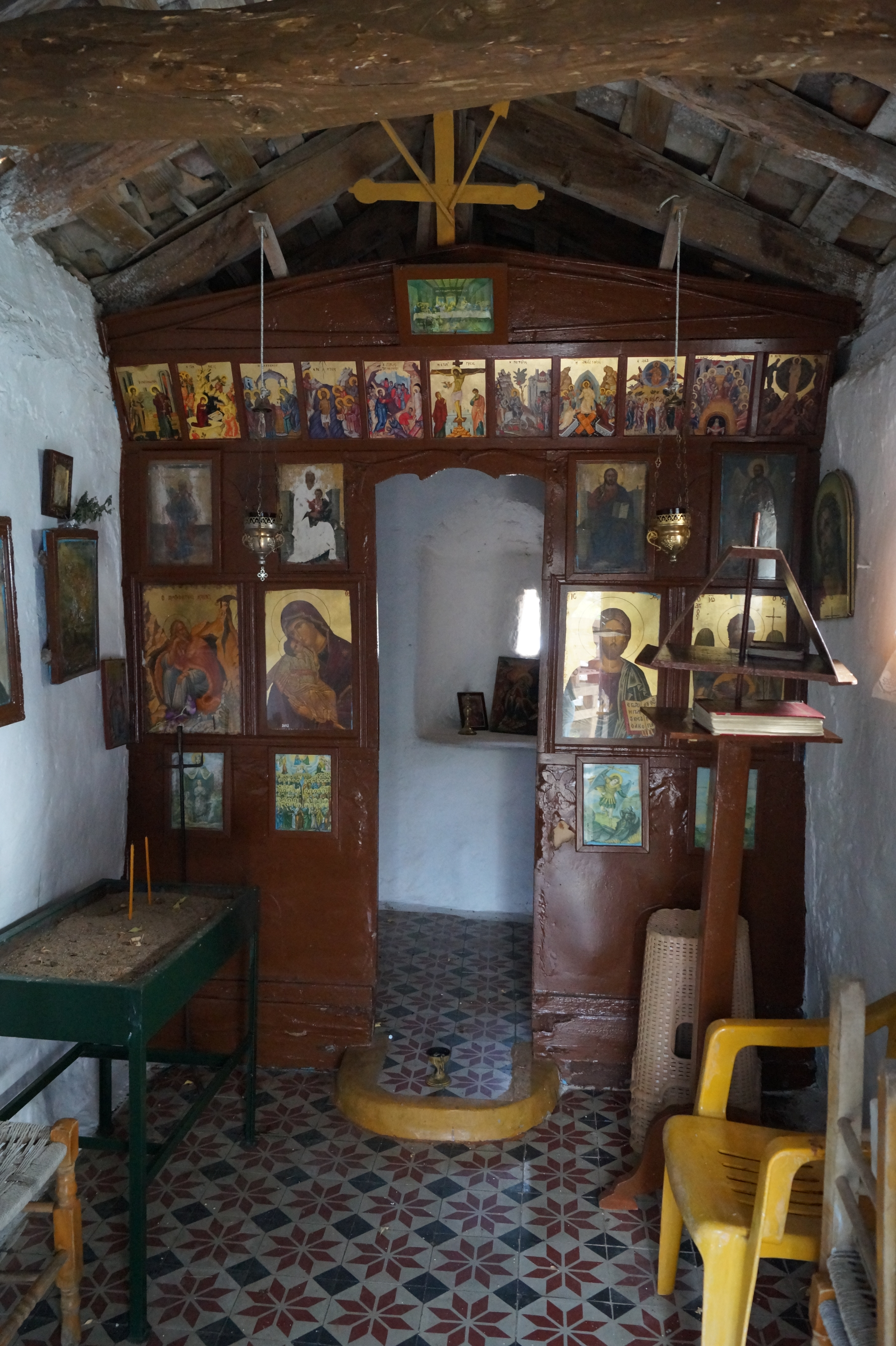
Die Ikonostase der Kirche Profitis Ilias